# Adolf Bauer (militaire)
Pour les articles homonymes, voir Adolf Bauer et Bauer.
Adolf Rudolph Fredrck Bauer, dit Rodion Christianovitch  est un général au service de la Russie, né vers 1667 dans le Holsteinil est mort en 1718.

## Biographie
Fils d'un paysan, il sert d'abord le duc de Holstein dans l'armée suédoise où il se distingue puis passe en 1700 au service de la Russie. Nommé commandant d'un régiment de dragons, il contribue en 1702 à la prise de  Dorpat et de Marienbourg, où il prend sous sa protection une pauvre orpheline du nom de Catherine, la future Catherine Ire de Russie. Après la campagne de Narva (1704), il sert sous Shemeretiev en Courlande et enlève Mittau (1705). En Pologne, il bat les Suédois à Kalisch (18 octobre 1706) puis secourt Pierre le Grand contre Loewenhaupt. Il a une grande part à la victoire de la bataille de Poltava le 27 juin 1709, où il commande l'aile gauche. La Russie lui doit le perfectionnement de sa cavalerie. En 1710, il est envoyé sur les bords de la Baltique et en 1712 bat les insurgés qu'avait armés Charles XII et qu'il force à se réfugier en Silésie. Il commandait en 1717 la cavalerie en Ukraine lorsqu'il trouva la mort.